# Giancarlo Minardi
Giancarlo  Minardi (Faenza, 18 de septiembre de 1947) es el fundador y el director general del equipo de Fórmula 1 Minardi.

## Biografía
Minardi nació en la ciudad italiana de Faenza, y comenzó su carrera de hombre de negocios en una exitosa compañía de distribución de camiones de su país. 
Antes de fundar el equipo Minardi. Giancarlo dirigió la Scuderia Everest de Fórmula 2 entre 1972 y 1979. La Scuderia Everest estuvo brevemente en Fórmula 1 con un Ferrari 312T privado con el piloto Giancarlo Martini del cual podría haber sido piloto reserva en el equipo Ferrari desde 1974 a 1978 (tío de Pierluigi Martini) en la Carrera de Campeones y en el BRDC International Trophy (fuera del campeonato de F1) en 1976.
En 1980 fundó el equipo Minardi con la ayuda económica del famoso Piero Mancini. Giancarlo lideró al equipo durante cuatro temporadas en la Fórmula 2, siendo su mejor actuación un primer puesto en el circuito Misiano Adriático.

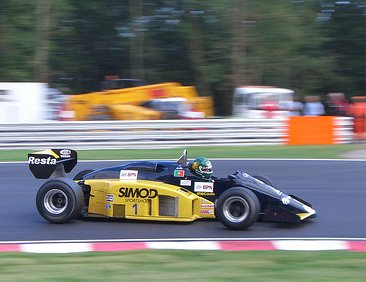
Minardi M185, primer monoplaza de este fabricante en la F1.

En 1985 el equipo pasó a la Fórmula 1 pero no consiguió grandes éxitos. Aunque en 1991 Ferrari le había cedido motores V12, los triunfos seguían sin aparecer.
Para intentar sobrevivir en la competición, Giancarlo llegó a un acuerdo con la Scuderia Italia apurado por la falta de ingresos. En 1996 las inversiones seguían sin dar sus frutos por lo que Minardi se vio obligado a vender el 70% de su equipo a un consorcio de inversionistas. Giancarlo se quedó con el 14.5% y el 15.5% restante se distribuyó entre los accionistas de la Scuderia Italia (Emilio Gnutti, Giuseppe Lucchini and Vittorio Palazzani) y Defendente Marniga. El control del equipo pasó entonces a manos de Flavio Briatore, y desde 1997 hasta el 2000 Giancarlo tuvo que compartir el cargo de director general con Gabriele Rumi.
En el 2001 hubo otro cambio de propietario en el equipo Minardi que fue adquirido por el australiano Paul Stoddart. Giancarlo conservó el cargo de director general con una especial atención en el desarrollo de pilotos jóvenes. Precisamente esta es una de las áreas en las que más destacó, ya que consiguió atraer a pilotos que después desempeñarían un papel fundamental en el mundo de la Fórmula 1. Algunos ejemplos de esto se pueden ver en su tocayo Giancarlo Fisichella, Marc Gené, Fernando Alonso, Mark Webber y Jarno Trulli, ya que todos tuvieron su debut en la máxima competición con Minardi.
Actualmente, Giancarlo vive en su ciudad natal, Faenza. Está casado con Mara y tiene un hijo llamado Giovanni. Tiene dos hermanos: Giuseppe, que se encarga de la distribución de Fiat, y Nando, que ahora se encarga del negocio de los camiones. Giancarlo es actualmente el presidente del equipo de fútbol Faenza FC.